# Francesco Calogero (Physiker)

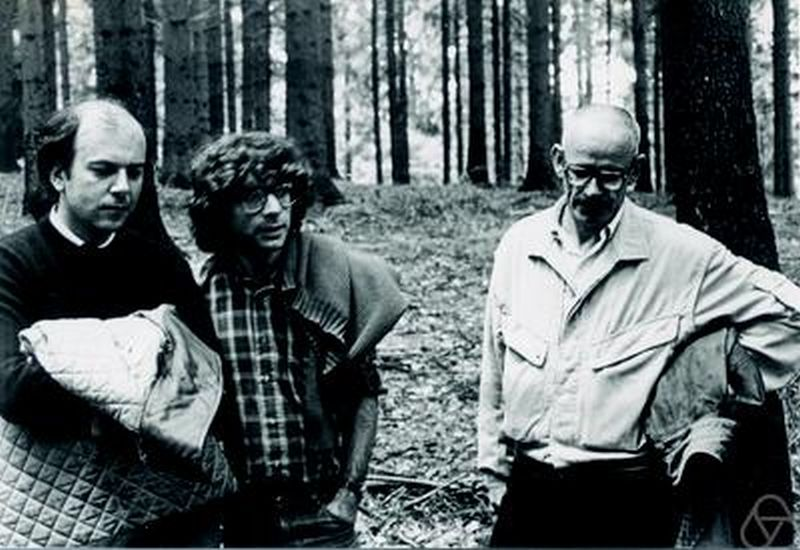
Calogero (rechts) in Oberwolfach 1984, mit De Concini, Eugene Trubowitz

Francesco Calogero (* 6. Februar 1935 in Fiesole bei Florenz) ist ein italienischer Physiker.

## Leben
Calogeros Vater, Guido Calogero, war von den italienischen Faschisten in den 1940er Jahren auf das Dorf Scanno in den Abruzzen verbannt worden. Calogero studierte an der römischen Universität La Sapienza, wo er 1958 cum laude sein Diplom machte (Laurea). Calogero blieb an der La Sapienza und wurde dort 1976 Professor für theoretische Physik. Er war außerdem Gastprofessor und Gastwissenschaftler in Princeton, Berkeley, am Queen Mary College und am Institut für Theoretische und Experimentelle Physik (ITEP).
Calogero befasst sich mit Fragen der mathematischen Physik, speziell quantenmechanischen Streuproblemen, Solitonengleichungen und quantenmechanischer Vielteilchentheorie insbesondere hin Hinblick auf exakt lösbaren Modellen. Ein quantenmechanisches eindimensionales Vielteilchensystem aus über abstoßende Coulombkräfte miteinander wechselwirkenden Teilchen, das er untersuchte, ist nach ihm und Jürgen Moser benannt (Calogero-Moser-Modell oder Calogero-Moser-Sutherland-Modell zusätzlich nach Bill Sutherland). Wahlweise kann noch ein äußerer harmonischer Oszillator zugeschaltet werden, um in einem Volumen eingesperrte Teilchen zu simulieren. Das Modell ist exakt lösbar, wie 1971 von Calogero im quantenmechanischen Fall nachgewiesen und von Moser im klassischen Fall, und ein wichtiges Modellsystem der mathematischen Physik mit Anwendungen auch in der reinen Mathematik. Exakt lösbare eindimensionale Vielteilchen-Systeme mit exponentieller Wechselwirkung waren zuvor von Morikazu Toda gefunden worden.
Eine spezielle Solitonengleichung ist nach ihm, Degasperis und Athanassios Fokas benannt. 1997 stellte er auch eine Interpretation der Quantenmechanik vor, die als Ursache der Quantisierungseffekte Fluktuationen der Raum-Zeit aufgrund der Gravitationswirkung ferner Massen im Universum annimmt (Vermutung von Calogero).
Seit 1987 war er Mitglied der Sektion mathematische Physik der IUPAP, 1990 bis 1993 deren Sekretär und 1993 bis 1996 deren Präsident. Von 1994 an ist er ausländisches Mitglied der Nationalen Akademie der Wissenschaften der Ukraine.
Er ist in Abrüstungsfragen engagiert und war 1989 bis 1997 Sekretär der Pugwash-Konferenzen. In dieser Funktion nahm er für diese Organisation auch 1995 den Friedensnobelpreis an. 1997 bis 2001 war er Vorstand des Pugwash Rates. 1982 bis 1992 war er Mitglied im Leitungsrat des SIPRI.
Für 2019 wurde Calogero der Dannie-Heineman-Preis für mathematische Physik der American Physical Society zugesprochen.

## Schriften
- Classical many body problems amenable to exact treatments, Springer, Lecture Notes in Physics Nr. 749,  2001
- Variable phase approach to potential scattering, Academic Press 1967 (auch ins Russische übersetzt)
- mit A. Degasperis: Spectral transform and solitons, North Holland 1982 (auch ins Russische übersetzt)
- mit M. de Andreis: The soviet nuclear weapon legacy, Oxford 1995